# Anastasio de Fillis
Anastasio de Fillis, auch Anastasio de Filiis  (* 1577 in Terni; † 1608 in Neapel), war ein italienischer Astronom und einer der Mitbegründer der Accademia dei Lincei in Rom.

## Leben
Anastasio de Fillis wurde als erster von drei Söhnen des Gonfaloniere Paolo Cesi aus Terni geboren. Über seine Kindheit und Jugend und seine Ausbildung gibt es keine Quellen.
Ab 1603 hielt er sich in Rom bei Federico Cesi auf. Zusammen mit dem damals erst achtzehnjährigen Cesi sowie dem Mathematiker und Naturforscher Francesco Stelluti und dem niederländischen Astronom und Alchemisten Johannes van Heeck gründete er 1603 die Accademia dei Lincei. Er hatte wie jeder der vier Gründungsmitglieder einen Decknamen: eclisso bzw. eclipsatus, ein eigenes Wappen mit einem aufgehenden Mond und ein Motto in lateinischer Sprache – spero lucem (= ich hoffe auf das Licht).
Anastasio de Fillis fertigte im Auftrag von Cesi ein Astrolabium an, das nicht erhalten ist.
Anastasios Bruder Angelo de Fillis (1583–1624) war Bibliothekar der Accademia. Er schrieb in dieser Funktion die Widmung und das Vorwort zum Druck von drei Briefen Galileis, die unter dem Titel Lettere sulle macchie solari 1613 in Rom von der Accademia veröffentlicht wurden.

## Schriften
Von seinen ehemals in der Biblioteca Albani aufbewahrten Schriften sind nur noch zwei erhalten.
- De arcanis naturalibus
- Novae saecundorum motuum tabulae ab Eclipsato Lyncaeo delineatae.

## Ehrungen
In Terni wurden eine Straße und eine Schule nach ihm benannt.